# Luigi Vitale
Luigi Vitale, född 5 oktober 1987 i Castellammare di Stabia, är en italiensk fotbollsspelare som spelar för Verona. Han är en snabb kantspelare som både kan spela som vänsterback och som vänstermittfältare.